# Elio Cruz
Elio Cruz   (Gibraltar, 1931 - 14 de juny de 2019) va ser un dramaturg gibraltareny, que escriví tant en anglès com en llanito. Va ser un dels cofundadors del «Theatre Group 56» (juntament amb Luis Azzopardi i Cecil Gomez) i autor de les dues obres més reeixides representades a Gibraltar: La Lola se va pa Londre i Connie cama con camera en el comedor, totes dues a la dècada del 1960.

## Obres teatrals
- La Lola se va pa Londre (1966): comèdia en dues parts i set actes
- Connie cama con camera en el comedor (1969): comèdia en dues parts i deu actes
- Quan la Lola regrese de Londres